# Astra (periodico)
Astra è una rivista italiana di astrologia e altri temi analoghi edita dalla PRS Mediagroup e pubblicata dal 1977.

## Storia editoriale

Un'immagine del Congresso del 1979 pubblicato su Gente.

È la prima rivista italiana di Astrologia con diffusione mensile, pubblicata dalla Rizzoli rivolta al grande pubblico e non agli addetti ai lavori come Linguaggio Astrale edita dal C.I.D.A dal 1970. Il fondatore e primo direttore Giuseppe Botteri affianca da subito alla rivista i Congressi di Astra che si tengono a Campione d'Italia dal 1977 con grande successo. Tra i primi a scrivere sul periodico nomi noti dell'Astrologia come Lisa Morpurgo, Ciro Discepolo e il famoso astrologo francese André Barbault.
Botteri lascia Astra alla fine del 1982 e a febbraio del 1983 per la Arnoldo Mondadori Editore, quindi in aperta concorrenza al precedente editore, fonda una nuova rivista di astrologia Sirio.
Astra è lasciata alla guida del nuovo direttore Luigi Bazzoli e del caporedattore Rudi Stauder che portano l'attenzione della rivista anche su tematiche New Age e su diversi temi legati alla divinazione e al paranormale. Tra gli autori di successo che emergono in questi anni c'è Paola Giovetti storica firma della rivista e autrice di numerosissimi libri sull'argomento, con la rubrica fissa "Noi e l'ignoto" che inizia nel 1984
Rudy Stauder diventa la direttrice del giornale, segnando il ventennio di pubblicazioni della rivista che seguiranno. Ma anche inaugurando un momento di apertura dell'astrologia e dell'esoterismo verso il mondo esterno. Tra le collaborazioni più importanti quella con il politologo Giorgio Galli, prosegue la collaborazione con Paola Giovetti e autrici come Dede Riva.
Nel 2006 per fronteggiare la concorrenza di internet, e una flessione del mercato editoriale soprattutto dei periodici, la rivista subisce un profondo restyling e viene divisa in due parti, astrologica e paranormale. Proseguono le collaborazioni con Giorgio Galli, con il genetista Giuseppe Sermonti, e con Gabriele La Porta. 
La crisi del 2009 che investe il mercato già in flessione dell'editoria è profondissima, si rincorrono le voci di un cambio al vertice della rivista. Di fatto si chiude un'era per la rivista.
Assume la direzione Aldo Maggioni dall'aprile 2010, già caporedattore della rivista e storico redattore dal 1979.
La rivista viene venduta assieme ad un pacchetto di periodici alla PRS Mediagroup, la storica concessionaria pubblicitaria della RCS, che si trasforma in editore, in una vasta operazione di cessione dei periodici in crisi. Simile ad analoghe operazioni che avvengono nel periodo. Diventa direttore Giorgio Bernardini De Pace fratello del presidente della PRS, Alfredo. La parte astrologica viene curata dalla storica collaboratrice della rivista Franca Mazzei e la rivista smette di occuparsi di esoterismo e paranormale, per focalizzarsi sull'astrologia e a latere sulla spiritualità.

## Direttori
- Giuseppe Botteri (1977 - 1982)
- Luigi Bazzoli (1983 - 1986)
- Rudy Stauder (1987 - 2009)
- Aldo Maggioni (2010 - 2012)
- Giorgio Bernardini De Pace (2013 - dicembre 2020)
- Carlo Faricciotti (gennaio 2021 - febbraio 2023)
- Giorgio Bernardini De Pace (marzo 2023 - oggi)

## Collaboratori
Per Astra hanno scritto e scrivono giornalisti ed editorialisti come Lisa Morpurgo, André Barbault, Sirio, Ciro Discepolo, Paola Giovetti, Marco Pesatori, Maria Carla Canta, Giorgio Galli, Giuseppe Sermonti, Gabriele La Porta, Paolo Fox, Antonio Capitani, Franca Mazzei, Laura Tuan.

## Controversie

### Congresso di Riva del Garda 1990
Nell'ottobre del 1990, La Stampa di Torino raccontò il resoconto della seconda giornata di dibattito di un congresso di Astra (direttore Rudy Stauder) che una volta all'anno accoglieva i professionisti dell'astrologia e dell'occulto e un comitato di garanti – armati di fede nella scienza – che contava su tre premi Nobel (Daniel Bovet, Rita Levi Montalcini, Carlo Rubbia) e sulla presenza del giornalista Piero Angela. Per l'occasione si videro in azione uno yogi che davanti al pubblico ingoiò e risputò 2 metri di garza, lo studioso tedesco di psicofonia Ernst Senkowski che fece ascoltare le voci umane (da lui registrate) di 400 anni orsono e quelle future di non-nati che verranno tra 500 anni, il serpente dello sciamano di Astraville (città multimagica allestita accanto al Palacongressi), incontri-dibattiti con Agostina Belli, Rettore, Giancarlo Magalli e Tony Binarelli con le loro testimonianze di contatti con l'altromondo.
Infatti, argomento e titolo del congresso di quell'anno fu « Oltre la vita. L'aldilà nella tradizione e nella scienza » e vide schierati da un lato il professore Pierluigi Baima Bollone, medico legale e sindonologo, il medico Federico Nitamo Montecucco, esperto in psicosomatica, il politologo Giorgio Galli, la scrittrice-astrologa Serena Foglia e il mago Tony Binarelli, tutti a difesa della libertà di espressione e quindi dell'adesione alla cultura dell'irrazionale. Dall'altro parteciparono i responsabili del Comitato italiano per il controllo delle affermazioni sul paranormale (CICAP), definiti agguerriti uomini «contro», acchiappafantasmi, increduli censori di pratiche consolatorie: gli accademici Steno Ferluga e Adalberto Piazzoli – astrofisico dell'Università di Trieste il primo, ordinario di Fisica sperimentale all'Università di Pavia il secondo – assieme a Massimo Polidoro, all'epoca giovane « prestigiatore-ricercatore ».
La querelle fu incentrata intorno alle dichiarazioni dei tre scettici ricercatori contro i sostenitori del paranormale. Il lavoro scientifico del CICAP di Piero Angela in sostanza, a un anno di attività, era incompreso dagli appassionati di oroscopi e di paranormale riuniti al congresso, insofferenti verso coloro che volevano potere dimostrare (per i congressisti si trattava di "negare scientificamente") l'esistenza o meno dei « fenomeni ». Per il prof. Ferluga « in oltre un secolo di ricerche nessun fenomeno è mai stato provato scientificamente, mai è stato ripetuto in laboratorio; sono necessari controlli inequivocabili ». Il prof. Piazzoli, a proposito delle voci registrate ascoltate, era dell'idea di « istituire un nuovo reato: quello di vilipendio alla scienza e alla ragione ». Proseguì, sempre più irriguardoso, Ferluga, verso l'avversa platea, tra fischi, bisbigli e frasi di disapprovazione: « Il nostro motto è: controlli zero, fenomeni cento; controlli cento, fenomeni zero;  l'astrologia è il più insensato dei nonsensi ». 
I rimbrotti e i sarcastici commenti del pubblico si trasformarono in scomposta contestazione, commentò "La Stampa". Piazzoli reagì duramente: « Mi auguro che nelle scuole venga introdotta una nuova materia, la cultura scientifica, per insegnare ai nostri ragazzi a difendersi dalla sindrome del paranormale ». Infine, il fisico di Pavia lanciò una sfida: « Un sicuro punto d'incontro tra sostenitori del paranormale e Noi c'è: la psicocinesi, lo spostamento degli oggetti con il pensiero. Può avvenire ovunque, anche in laboratorio ».